# Tamarix smyrnensis
Espèce
Classification phylogénétique
Synonymes
- Tamarix bachtiarica Bunge[1]
- Tamarix florida var. rosea Bunge[1]
- Tamarix gallica var. pycnostachys Ledeb.[1]
- Tamarix lessingii C.Presl[1]
- Tamarix pallasii var. smyrnensis (Bunge) Boiss.[1]

Tamarix smyrnensis, le tamaris de Smyrne, est une espèce de plante de la famille des Tamaricaceae et du genre Tamarix.

## Description
Tamarix smyrnensis est un arbuste ou un arbre qui atteint une hauteur de 2 à 4 mètres. L'écorce est brun rougeâtre à brune. Les feuilles couvertes sont en forme d'écailles et de sessiles.
Des amas denses, terminaux ou axillaires, se forment. Les petites fleurs blanches et hermaphrodites sont quintuples avec un périanthe double. Les pétales sont carénés. Les étamines se trouvent entre les lobes du disque nectarifère. Les bractées supérieures sont plus ou moins membraneuses et en forme de cerf-volant triangulaire. La période de floraison s'étend d'avril à juin.
Le nombre de chromosomes est 2n = 24.

## Répartition
Tamarix smyrnensis est présent dans l'est de la mer Méditerranée et en Orient. Son aire de répartition comprend la Bulgarie, la Roumanie, la Grèce, la Crète, la Russie européenne, la Turquie, Chypre, l'Irak, l'Iran, l'Afghanistan, la région du Caucase, le Turkménistan et le Kazakhstan.
L'espèce pousse sur les berges des rivières et sur les côtes sableuses.

## Parasitologie
La feuille a pour parasites Agdistis tamaricis, Diorhabda elongata, Aceria tamaricis, Allomalia quadrivirgata.